# Малый Сардабаш
Малый Сардабаш (мар. Сардабаш) — опустевшая деревня в Мари-Турекском районе Республики Марий Эл. Входит в состав Марийского сельского поселения.

## География
Находится в восточной части республики Марий Эл на расстоянии приблизительно 33 км по прямой на юг-юго-восток от районного центра посёлка Мари-Турек.

## История
Деревня основана в 1923 году переселенцами из деревни Сардабаш Балтасинского района Татарской АССР. В 1944 году насчитывалось 12 дворов, 62 жителя. В 1959 году в деревне было 80 жителей, в 1970 году — 41 человек, в 1979 году — 27 жителей. В 2000 году оставались ещё 2 хозяйства. Работали колхозы «Камчатка», «Юлдуз», «Новая жизнь» совхоза имени Кирова, «За мир».

## Население
Население не было учтено как в 2002 году, так и в 2010.